# Hamengkubuwono X
Hamengkubuwono X es el actual monarca de histórico Sultanato de Yogyakarta en Indonesia. Fue coronado el 3 de octubre de 1998. Cuando la República de Indonesia se formó en 1945, en reconocimiento al heroico apoyo de Hamengkubuwana IX durante la guerra de la independencia, el monarca hereditario fue mantenido en la posición de gobernador provincial.